# Kommando Spezialkräfte
Kommando Spezialkräfte (KSK) är den tyska försvarsmakten Bundeswehrs specialförband, under befäl av en brigadgeneral.

## Tillkomst
KSK bildades 1996 och består av totalt 1100 soldater. Många av dem tillhör understöds- och underhållstjänsten. Det verkliga antalet kommandosoldater är hemligt. Kommandosoldaterna är officerare eller underofficerare; det finns inga meniga kommandosoldater i KSK. Inga kvinnor tjänstgör i KSK.

## Organisation
KSK består av chef, stab, fyra kommandokompanier, ett specialkommandokompani, utbildnings- och försökscentrum, utvecklingsgrupp samt understödjande förband i form av ett stabs- och underhållskompani, sjukvårdscentrum, materielkompani och signalkompani.

### Kommandokompanier
Varje kommandokompani består av fem kommandoplutoner: 
- Den första är specialiserad på markinfiltrationer.
- Den andra är specialiserad på vertikala infiltrationer, dvs. det är en så kallad HALO-enhet (High Altitude Low Opening), är utbildad för att från hög höjd kunna komma in bakom fiendens linjer.
- Den tredje är specialiserad på amfibieinfiltrationer.
- Den fjärde är specialiserad på kommandoinsatser i alp- och arktisk miljö.
- Den femte är specialiserad på kommandofjärrspaning och prickskytte.

### Kommandospecialkompaniet
Kommandospecialkompaniet bildades 2004 och består av äldre och erfaren personal med specialkompetens inom områdena teknisk spaning, fältarbeten och flygunderstöd. 

## Operationer
KSK opererar i nutid i Mellanöstern men är förberedda på att snabbt kunna rycka in vid till exempel gisslansituationer.

## Högerextremism
KSK har sedan 2018 varit under utredning för högerextremism och under juni 2020 beslutades det att omstrukturera förbandet. Ett av kompanierna anses ha alltför utbredda antidemokratiska strömningar och kommer helt att upplösas. 
I december 2022 greps en soldat ur styrkan tillsammans med 24 andra personer från den högerextrema Reichsbürgerrörelsen misstänkta för att ha planerat en statskupp.